# Tokiwa Mitsunaga
Tokiwa Mitsunaga (japanisch 常磐 光長; aktiv um 1173) war ein japanischer Maler im Yamatoe-Stil während der späten Heian-Zeit.

## Leben und Werk
Tokiwa Mitsunaga war während der späten Heian-Zeit Maler am Kaiserhof aktiv, zur Zeit des Kaisers Go-Shirakawa, der 1192 starb. Im Jahr 1173 gestaltete er zusammen mit Fujiwara no Takanobu mit Papier überzogene Tafeln für den Saishōkō-in (最勝光院), einen Tempel den Go-Shirakawas Tochter Kenshummon-in (建春門院; geb. 1157) gegründet hatte. Von diesen Bildern heißt es, sie seien bei tatsächlichen Reisen der kaiserlichen Familie nach Hirano, Hiyoshi und zum Tempel Kōya entstanden. Auf Anweisung des Kaisers wirkte er mit bei der Herstellung von etwa 60 Bildrollen mit Darstellungen der „Jährlichen Feste“ (年中行事, Nenjū gyōji), wie sie in Kioto stattfanden. Heute existieren nur Kopien von einem Teil dieser Werke, angefertigt von Sumiyoshi Jokei. 
Eine Bildrolle, die den Stil dieser überlieferten Fragmente belegt und deren malerische Gestaltung Mitsunaga gut begründet zugeschrieben werden kann, trägt den Namen „Ban Danagon ekotoba“ (伴大納言絵詞). Es handelt sich um die Begebenheiten um den Großen Minister Ban, dargestellt in ausgedehnten Szenen mit realistischer gemalten Personen und ihrer Umgebung. Die Bildrolle befindet sich im Besitz des Idemitsu-Kunstmuseums und ist als Nationalschatz Japans registriert. Weitere mögliche Werke sind:
- 地獄草紙 (Jigoku zōshi): Bildrolle mit Höllendarstellung, im Nationalmuseum Nara, Nationalmuseum Tokio und im Seattle Art Museum,
- 餓鬼草紙 (Gaki zōshi): Bildrolle mit hungernden Teufeln, im Nationalmuseum Tokio und im Nationalmuseum Kyōto,
- 病の草紙 (Yamai no zōshi): Bildrolle mit Kranken, in einer Privatsammlung und
- 吉備大臣入唐絵巻 (Kibi daijin nyūtō emaki): Bildrolle mit Minister Kibi beim Eintritt in China im Museum of Fine Arts, Boston.

Mitsunaga gilt in Japan als der bedeutendste Maler des 12. Jahrhunderts und zählt, zusammen mit Tosa Mitsunobu und Tosa Mitsuoki, zu den „Drei Meistern der Tosa-Schule“ (土佐三筆, Tosa Sampitsu).

## Bilder (Aus dem Ban Dainagon Ekotoba)

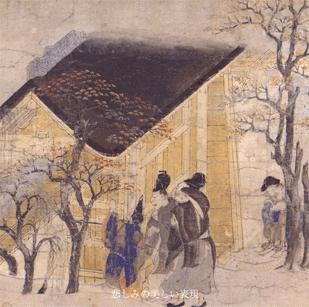
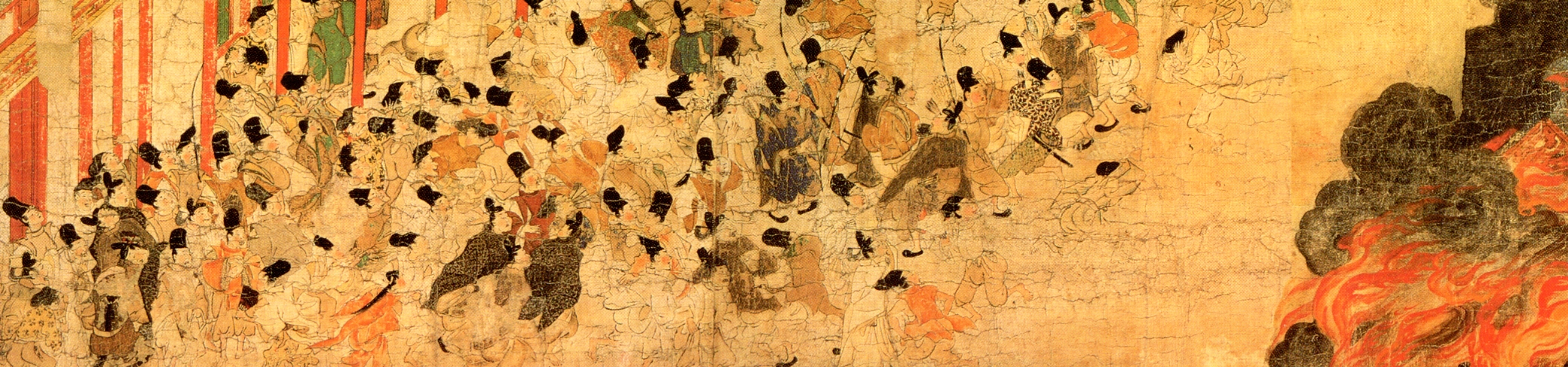